# Blut Aus Nord
Blut Aus Nord — французская блэк-метал-группа, созданная в 1993 году в Мондвиле (Кальвадос).
Хотя группа всегда позиционировала себя как блэк-метал-проект, от альбома к альбому она экспериментирует со звучанием. В композициях разных лет можно найти средневековую литургическую музыку, готический фолк, прогрессивные принципы, индустриальную электронику, пост-эмбиент и пост-панк.

## История
Группа была основана в 1993 году как сольный проект гитариста и вокалиста Vindsval’а и первоначально носила название Vlad. Под этим именем было выпущено две демозаписи: Mist в 1993 и Yggdrasil в 1994. Название Blut Aus Nord появилось спустя примерно год после создания проекта. С появлением интереса к Blut Aus Nord со стороны лейблов Vindsval начал нанимать сессионных музыкантов для работы над альбомами, проект одного человека стал превращаться в полноценную группу. Первый полноформатный альбом, Ultima Thulée, был выпущен в 1995 году на небольшом французском лейбле Impure Creation Records. За ним последовали альбомы 1996, 2001 и 2003 годов. Последний, The Work Which Transforms God, через год был переиздан в США местным подразделением лейбла Candlelight, став первым альбомом группы, выпущенным в Северной Америке. Относительный коммерческий успех The Work Which Transforms God в США привёл к переизданию там всего каталога группы в 2004—2005 годах.
На мини-альбоме Thematic Emanation of Archetypal Multiplicity 2005 года музыка коллектива стала более экспериментальной, а MoRT 2006 года ознаменовал окончательный уход музыки Blut Aus Nord от блэк-метала. Репутация экспериментаторов укрепилась за ними с выпуском более тяжёлого альбома Odinist: The Destruction of Reason by Illumination 2007 года и близкого к прогрессив-металу Memoria Vetusta II — Dialogue with the Stars 2009 года.
Музыканты продолжили эксперименты с музыкой на серии мини-альбомов, первый из них — What Once Was… Liber I — вышел в 2010 году, альбомы с номерами II и III — в 2012 и 2013 соответственно. Параллельно с этим была записана трилогия полноформатных альбомов, чьи названия начинаются с числа 777. В 2011 году — 777 Sect(s) и 777: The Desanctification, в 2012 — 777: Cosmosophy.
В 2014 году вышел Triunity — сплит с французской индастриал/дум-метал группой P.H.O.B.O.S., за ним последовал выпуск альбома Memoria Vetusta III: Saturnian Poetry. В 2015 вышел сборник The Candlelight Years Volume I, в 2016 — сплит Codex Obscura Nomina с американской блэк/дэт-метал группой Ævangelist. Следующий студийный альбом Deus Salutis Meæ вышел в 2018 году, за ним в 2019 последовал выпуск альбома Hallucinogen.
В конце 2021 года группа объявила о завершении работы над новым полноформатным альбомом, а 18 марта 2022 года был выпущен сингл «That Cannot Be Dreamed», а также стало известно название альбома: Disharmonium — Undreamable Abysses. Альбом вышел 20 мая на лейбле Debemur Morti Productions.
В июне 2023 года коллектив анонсировал новый альбом — продолжение предыдущего — Disharmonium — Nahab. Выход релиза запланирован на 25 августа. 12 июня вышел сингл «The Endless Multitude», a после, уже 21 июля ещё один сингл «Queen of the Dead Dimension».

## Участники
- Vindsval — гитара, вокал
- W.D. Feld — ударные, клавишные, электронные музыкальные инструменты
- GhÖst — бас
- Thorns — ударные

## Дискография
Студийные альбомы
- 1995 — Ultima Thulée
- 1996 — Memoria Vetusta I — Fathers of the Icy Age
- 2001 — The Mystical Beast of Rebellion
- 2003 — The Work Which Transforms God
- 2006 — MoRT
- 2007 — Odinist: The Destruction of Reason by Illumination
- 2009 — Memoria Vetusta II — Dialogue with the Stars
- 2011 — 777 — Sect(s)
- 2011 — 777 — The Desanctification
- 2012 — 777 — Cosmosophy
- 2014 — Memoria Vetusta III: Saturnian Poetry
- 2017 — Deus Salutis Meæ
- 2019 — Hallucinogen
- 2022 — Disharmonium — Undreamable Abysses
- 2023 — Disharmonium — Nahab

Мини-альбомы
- 2005 — Thematic Emanation of Archetypal Multiplicity
- 2010 — What Once Was… Liber I
- 2012 — What Once Was… Liber II
- 2013 — What Once Was… Liber III
- 2014 — Debemur MoRTi

Сплиты
- 2014 — Triunity (сплит с P.H.O.B.O.S.)
- 2016 — Codex Obscura Nomina (сплит с Ævangelist)